# Heinrich Birnbaum
Heinrich Birnbaum (auch De Piro: latinisierte Form; * 1403; † 19. Februar 1473) war ein deutscher Geistlicher und Kartäusermönch.
Über die Zeit vor seinem Eintritt in die Kartause von Köln am 14. März 1435 im Alter von 32 Jahren weiß man nur wenig.
In einem Bericht über sein Vorbild bei der Einhaltung der Regeln und über seine Erfahrungen über Theologie und Schriften wurde er von seinen Ordensbrüdern hoch gelobt, und schon 1438, drei Jahre nach seinem Eintritt in den Orden, wurde er Prior des Klosters Mont-Saint-André in Tournai (Belgien). Der Wunsch nach einer Reform der religiösen Regeln interessierte auch Birnbaum. Es gelang ihm, ein wahrer Reformator zu sein: Wegen seiner beispielhaften Frömmigkeit, der Beseitigung der Missbräuche der Kirche, die Akzeptanz bei den verschiedenen Klöstern, über die er als Prior herrschte, gefunden hatten, und der Wiederherstellung der harten klösterlichen Disziplin, eingeführt von dem Stifter St. Bruno.
Nachdem er sieben Jahre in Mont-Saint-André Prior gewesen war, war er bis 1457 in Wesel im Rheinland, in Rettel (bis 1459), in Trier (bis 1461) und bis 1463 in Diest in Belgien und hielt dort Gottesdienste. 1463 wurde er Prior in Lüttich, aber seine schlechte Gesundheit zwang ihn dazu, dieses Amt abzugeben und sich in die Kartause von Köln zurückzuziehen, wo er die ersten Tage seines Lebens als Mönch verbracht hatte. Die letzten zehn Jahre seines Lebens schrieb Birnbaum verschiedene asketische Werke und bereitete sich auf seinen baldigen Tod vor. Während er in dieser Kartause lebte, lebten dort einige der heiligsten und studiertesten Männer Deutschlands wie zum Beispiel Hermann Appeldorn († 1472), Hermann Grefken († 1480), Heinrich von Dissen († 1484) und Werner Rolevinck († 1502). Birnbaum schrieb einige Instruktionen und Anweisungen für die Mitglieder seines Ordens, von denen viele nicht gedruckt wurden, unter anderem "Defensio pro Immaculato Conceptu B.M.V." und "Excepta ex malo granato cum nonnullis conjunctis".
Oft wurde Birnbaum mit seinem gleichnamigen Onkel verwechselt, einem der berühmtesten Juristen des 15. Jahrhunderts, der zeitweise Propst von St. Kunibert bei Köln war und 1439 starb.